# Premiul BSFA pentru cel mai bun roman
Premiul BSFA pentru cel mai bun roman (BSFA Award for Best Novel) se acordă anual de către BSFA celui mai bun roman science fiction sau fantasy publicat în Regatul Unit pentru prima oară anul anterior. Romanele publicate în altă țară dar publicate în Regatul Unit anul anterior pot primi acest premiu.

## Legenda
*   Câștigători

## Lista câștigătorilor și nominalizărilor
| An   | Autor(i)                        | Lucrare                                 | Editură/Publicație    | Ref.   |
| ---- | ------------------------------- | --------------------------------------- | --------------------- | ------ |
| 1969 | John Brunner*                   | Stand on Zanzibar                       | Doubleday             | [ 2 ]  |
| 1970 | John Brunner*                   | The Jagged Orbit                        | Ace                   | [ 3 ]  |
| 1971 | Brian W. Aldiss*                | The Moment of Eclipse                   | Faber and Faber       | [ 4 ]  |
| 1973 | Arthur C. Clarke*               | Rendezvous with Rama                    | Gollancz              | [ 5 ]  |
| 1974 | Christopher Priest*             | Inverted World                          | Faber and Faber       | [ 6 ]  |
| 1975 | Bob Shaw*                       | Orbitsville                             | Gollancz              | [ 7 ]  |
| 1976 | Michael G. Coney*               | Brontomek!                              | Gollancz              | [ 8 ]  |
| 1977 | Ian Watson*                     | The Jonah Kit                           | Gollancz              | [ 9 ]  |
| 1978 | Philip K. Dick*                 | A Scanner Darkly                        | Doubleday             | [ 10 ] |
| 1979 | J. G. Ballard*                  | The Unlimited Dream Company             | Jonathan Cape         | [ 11 ] |
| 1979 | Rob Swigart*                    | A.K.A.: A Cosmic Fable                  | Magnum                | [ 11 ] |
| 1979 | Tom Reamy*                      | Blind Voices                            | Sidgwick & Jackson    | [ 11 ] |
| 1979 | Arthur C. Clarke*               | The Fountains of Paradise               | Gollancz              | [ 11 ] |
| 1979 | Thomas M. Disch*                | On Wings of Song                        | Gollancz              | [ 11 ] |
| 1980 | Gregory Benford*                | Timescape                               | Simon & Schuster      | [ 12 ] |
| 1980 | Frederik Pohl                   | Beyond the Blue Event Horizon           | Del Rey               | [ 12 ] |
| 1980 | John Crowley                    | Engine Summer                           | Doubleday             | [ 12 ] |
| 1980 | Keith Roberts                   | Molly Zero                              | Gollancz              | [ 12 ] |
| 1980 | Michael Bishop                  | Transfigurations                        | Gollancz              | [ 12 ] |
| 1980 | Norman Spinrad                  | A World Between                         | Pocket                | [ 12 ] |
| 1981 | Gene Wolfe*                     | The Shadow of the Torturer              | Sidgwick & Jackson    | [ 13 ] |
| 1981 | Christopher Priest              | The Affirmation                         | Faber and Faber       | [ 13 ] |
| 1981 | J. G. Ballard                   | Hello America                           | Jonathan Cape         | [ 13 ] |
| 1981 | Robert Holdstock                | Where Time Winds Blow                   | Faber and Faber       | [ 13 ] |
| 1982 | Brian W. Aldiss*                | Helliconia Spring                       | Jonathan Cape         | [ 14 ] |
| 1982 | Philip K. Dick                  | The Divine Invasion                     | Timescape             | [ 14 ] |
| 1982 | John Crowley                    | Little, Big                             | Bantam                | [ 14 ] |
| 1982 | Michael Bishop                  | No Enemy But Time                       | Timescape             | [ 14 ] |
| 1982 | Gene Wolfe                      | The Sword of the Lictor                 | Timescape             | [ 14 ] |
| 1983 | John Sladek*                    | Tik-Tok                                 | Gollancz              | [ 15 ] |
| 1983 | Michael G. Coney                | Cat Karina                              | Ace                   | [ 15 ] |
| 1983 | Gene Wolfe                      | The Citadel of the Autarch              | Timescape             | [ 15 ] |
| 1983 | Mary Gentle                     | Golden Witchbreed                       | Gollancz              | [ 15 ] |
| 1983 | Brian W. Aldiss                 | Helliconia Summer                       | Jonathan Cape         | [ 15 ] |
| 1984 | Robert Holdstock*               | Mythago Wood                            | Gollancz              | [ 16 ] |
| 1984 | J. G. Ballard                   | Empire of the Sun                       | Gollancz              | [ 16 ] |
| 1984 | Christopher Priest              | The Glamour                             | Jonathan Cape         | [ 16 ] |
| 1984 | William Gibson                  | Neuromancer                             | Gollancz              | [ 16 ] |
| 1984 | Angela Carter                   | Nights at the Circus                    | Chatto & Windus       | [ 16 ] |
| 1985 | Brian W. Aldiss*                | Helliconia Winter                       | Jonathan Cape         | [ 17 ] |
| 1985 | Tim Powers                      | The Anubis Gates                        | Chatto & Windus       | [ 17 ] |
| 1985 | Gene Wolfe                      | Free Live Free                          | Gollancz              | [ 17 ] |
| 1985 | Keith Roberts                   | Kiteworld                               | Gollancz              | [ 17 ] |
| 1985 | Geoff Ryman                     | The Warrior Who Carried Life            | Allen & Unwin         | [ 17 ] |
| 1986 | Bob Shaw*                       | The Ragged Astronauts                   | Gollancz              | [ 18 ] |
| 1986 | Greg Bear                       | Blood Music                             | Gollancz              | [ 18 ] |
| 1986 | William Gibson                  | Count Zero                              | Gollancz              | [ 18 ] |
| 1986 | Josephine Saxton                | Queen of the States                     | The Women's Press     | [ 18 ] |
| 1986 | Bruce Sterling                  | Schismatrix                             | Penguin               | [ 18 ] |
| 1987 | Keith Roberts*                  | Gráinne                                 | Kerosina              | [ 19 ] |
| 1988 | Robert Holdstock*               | Lavondyss                               | Gollancz              | [ 20 ] |
| 1988 | Iain M. Banks                   | The Player of Games                     | Macmillan             | [ 20 ] |
| 1988 | William Gibson                  | Mona Lisa Overdrive                     | Gollancz              | [ 20 ] |
| 1988 | Gwyneth Jones                   | Kairos                                  | Allen & Unwin         | [ 20 ] |
| 1988 | Bob Shaw                        | The Wooden Spaceships                   | Gollancz              | [ 20 ] |
| 1988 | Lucius Shepard                  | Life During Wartime                     | Bantam                | [ 20 ] |
| 1989 | Terry Pratchett*                | Pyramids                                | Gollancz              | [ 21 ] |
| 1989 | Jonathan Carroll                | A Child Across the Sky                  | Legend                | [ 21 ] |
| 1989 | Geoff Ryman                     | The Child Garden                        | Allen & Unwin         | [ 21 ] |
| 1989 | C. J. Cherryh                   | Cyteen                                  | Warner                | [ 21 ] |
| 1989 | Kim Stanley Robinson            | The Gold Coast                          | Orbit                 | [ 21 ] |
| 1990 | Colin Greenland*                | Take Back Plenty                        | Allen & Unwin         | [ 22 ] |
| 1990 | William Gibson & Bruce Sterling | The Difference Engine                   | Gollancz              | [ 22 ] |
| 1990 | Dan Simmons                     | Hyperion                                | Headline              | [ 22 ] |
| 1990 | Mary Gentle                     | Rats and Gargoyles                      | Bantam                | [ 22 ] |
| 1990 | Iain M. Banks                   | Use of Weapons                          | Orbit                 | [ 22 ] |
| 1991 | Dan Simmons*                    | The Fall of Hyperion                    | Headline              | [ 23 ] |
| 1991 | Mary Gentle                     | The Architecture of Desire              | Bantam                | [ 23 ] |
| 1991 | Paul J. McAuley                 | Eternal Light                           | Gollancz              | [ 23 ] |
| 1992 | Kim Stanley Robinson*           | Red Mars                                | HarperCollins         | [ 24 ] |
| 1992 | Connie Willis                   | Doomsday Book                           | Bantam                | [ 24 ] |
| 1992 | Ian McDonald                    | Hearts, Hands and Voices                | Gollancz              | [ 24 ] |
| 1992 | Simon Ings                      | Hot Head                                | Grafton               | [ 24 ] |
| 1992 | Lisa Tuttle                     | Lost Futures                            | Grafton               | [ 24 ] |
| 1993 | Christopher Evans*              | Aztec Century                           | Gollancz              | [ 25 ] |
| 1993 | Nicola Griffith                 | Ammonite                                | Grafton               | [ 25 ] |
| 1993 | Kim Stanley Robinson            | Green Mars                              | HarperCollins         | [ 25 ] |
| 1993 | Colin Greenland                 | Harm's Way                              | HarperCollins         | [ 25 ] |
| 1993 | Neal Stephenson                 | Snow Crash                              | Roc                   | [ 25 ] |
| 1994 | Iain M. Banks*                  | Feersum Endjinn                         | Orbit                 | [ 26 ] |
| 1994 | Eric Brown                      | Engineman                               | Pan                   | [ 26 ] |
| 1994 | Ian McDonald                    | Necroville                              | Gollancz              | [ 26 ] |
| 1994 | Gwyneth Jones                   | North Wind                              | Gollancz              | [ 26 ] |
| 1994 | Greg Egan                       | Permutation City                        | Millennium            | [ 26 ] |
| 1995 | Stephen Baxter*                 | The Time Ships                          | HarperPrism           | [ 27 ] |
| 1995 | Michael Moorcock                | Blood                                   | Unknown               | [ 27 ] |
| 1995 | Ian McDonald                    | Chaga                                   | Gollancz              | [ 27 ] |
| 1995 | Paul J. McAuley                 | Fairyland                               | Gollancz              | [ 27 ] |
| 1995 | Peter F. Hamilton               | The Nano Flower                         | Pan                   | [ 27 ] |
| 1995 | Christopher Priest              | The Prestige                            | Simon & Schuster      | [ 27 ] |
| 1996 | Iain M. Banks*                  | Excession                               | Orbit                 | [ 28 ] |
| 1996 | Kim Stanley Robinson            | Blue Mars                               | HarperVoyager         | [ 28 ] |
| 1996 | Bruce Sterling                  | Holy Fire                               | Orion                 | [ 28 ] |
| 1996 | Stephen Bury                    | Interface                               | Orion                 | [ 28 ] |
| 1996 | Gill Alderman                   | The Memory Palace                       | HarperVoyager         | [ 28 ] |
| 1996 | Ken MacLeod                     | The Stone Canal                         | Legend                | [ 28 ] |
| 1997 | Mary Doria Russell*             | The Sparrow                             | Black Swan            | [ 29 ] |
| 1997 | Tim Powers                      | Earthquake Weather                      | Legend                | [ 29 ] |
| 1997 | Michael Swanwick                | Jack Faust                              | Orion                 | [ 29 ] |
| 1997 | Jack Deighton                   | A Son of the Rock                       | Orbit                 | [ 29 ] |
| 1998 | Christopher Priest*             | The Extremes                            | Simon & Schuster      | [ 30 ] |
| 1998 | Ken MacLeod                     | The Cassini Division                    | Orbit                 | [ 30 ] |
| 1998 | Iain M. Banks                   | Inversions                              | Orbit                 | [ 30 ] |
| 1998 | Kathleen Ann Goonan             | Queen City Jazz                         | HarperVoyager         | [ 30 ] |
| 1998 | John Meany                      | To Hold Infinity                        | Bantam                | [ 30 ] |
| 1999 | Ken MacLeod*                    | The Sky Road                            | Orbit                 | [ 31 ] |
| 1999 | Mary Doria Russell              | Children of God                         | Black Swan            | [ 31 ] |
| 1999 | Simon Ings                      | Headlong                                | HarperVoyager         | [ 31 ] |
| 1999 | Justina Robson                  | Silver Screen                           | Macmillan             | [ 31 ] |
| 1999 | Eugene Byrne                    | ThigMOO                                 | Earthlight            | [ 31 ] |
| 2000 | Mary Gentle*                    | Ash: A Secret History                   | Gollancz              | [ 32 ] |
| 2000 | John Meany                      | Paradox                                 | Bantam                | [ 32 ] |
| 2000 | China Miéville                  | Perdido Street Station                  | Macmillan             | [ 32 ] |
| 2000 | Jon Courtenay Grimwood          | redRobe                                 | Earthlight            | [ 32 ] |
| 2000 | Alastair Reynolds               | Revelation Space                        | Gollancz              | [ 32 ] |
| 2001 | Alastair Reynolds*              | Chasm City                              | Gollancz              | [ 33 ] |
| 2001 | Neil Gaiman                     | American Gods                           | Headline              | [ 33 ] |
| 2001 | Gwyneth Jones                   | Bold as Love                            | Gollancz              | [ 33 ] |
| 2001 | Geoff Ryman                     | Lust                                    | Flamingo              | [ 33 ] |
| 2001 | Jon Courtenay Grimwood          | Pashazade: The First Arabesk            | Earthlight            | [ 33 ] |
| 2001 | Paul McAuley                    | The Secret of Life                      | HarperVoyager         | [ 33 ] |
| 2002 | Christopher Priest*             | The Separation                          | Scribner              | [ 34 ] |
| 2002 | Gwyneth Jones                   | Castles Made of Sand                    | Gollancz              | [ 34 ] |
| 2002 | Jon Courtenay Grimwood          | Effendi: The Second Arabesk             | Earthlight            | [ 34 ] |
| 2002 | M. John Harrison                | Light                                   | Gollancz              | [ 34 ] |
| 2002 | China Miéville                  | The Scar                                | Macmillan             | [ 34 ] |
| 2002 | Kim Stanley Robinson            | The Years of Rice and Salt              | HarperCollins         | [ 34 ] |
| 2003 | Jon Courtenay Grimwood*         | Felaheen: The Third Arabesk             | Earthlight            | [ 35 ] |
| 2003 | Alastair Reynolds               | Absolution Gap                          | Gollancz              | [ 35 ] |
| 2003 | Tricia Sullivan                 | Maul                                    | Orbit                 | [ 35 ] |
| 2003 | Gwyneth Jones                   | Midnight Lamp                           | Orbit                 | [ 35 ] |
| 2003 | Justina Robson                  | Natural History                         | Macmillan             | [ 35 ] |
| 2003 | William Gibson                  | Pattern Recognition                     | Viking                | [ 35 ] |
| 2004 | Ian McDonald*                   | River of Gods                           | Simon & Schuster      | [ 36 ] |
| 2004 | Alastair Reynolds               | Century Rain                            | Gollancz              | [ 36 ] |
| 2004 | Kim Stanley Robinson            | Forty Signs of Rain                     | HarperCollins         | [ 36 ] |
| 2004 | Susanna Clarke                  | Jonathan Strange & Mr Norrell           | Bloomsbury            | [ 36 ] |
| 2004 | Ken MacLeod                     | Newton's Wake                           | Orbit                 | [ 36 ] |
| 2004 | Jon Courtenay Grimwood          | Stamping Butterflies                    | Gollancz              | [ 36 ] |
| 2005 | Geoff Ryman*                    | Air                                     | Gollancz              | [ 37 ] |
| 2005 | Jon Courtenay Grimwood          | 9tail Fox                               | Gollancz              | [ 37 ] |
| 2005 | Charles Stross                  | Accelerando                             | Orbit                 | [ 37 ] |
| 2005 | Ken MacLeod                     | Learning the World                      | Orbit                 | [ 37 ] |
| 2005 | Justina Robson                  | Living Next Door to the God of Love     | Macmillan             | [ 37 ] |
| 2006 | Jon Courtenay Grimwood*         | End of the World Blues                  | Gollancz              | [ 38 ] |
| 2006 | Liz Williams                    | Darkland                                | Tor                   | [ 38 ] |
| 2006 | Roger Levy                      | Icarus                                  | Gollancz              | [ 38 ] |
| 2006 | James Morrow                    | The Last Witchfinder                    | Weidenfeld & Nicolson | [ 38 ] |
| 2006 | M. John Harrison                | Nova Swing                              | Gollancz              | [ 38 ] |
| 2007 | Ian McDonald*                   | Brasyl                                  | Gollancz              | [ 39 ] |
| 2007 | Bryan Talbot                    | Alice in Sunderland                     | Jonathan Cape         | [ 39 ] |
| 2007 | Richard Morgan                  | Black Man                               | Gollancz              | [ 39 ] |
| 2007 | Ken MacLeod                     | The Execution Channel                   | Orbit                 | [ 39 ] |
| 2007 | Alastair Reynolds               | The Prefect                             | Gollancz              | [ 39 ] |
| 2007 | Michael Chabon                  | The Yiddish Policemen's Union           | Fourth Estate         | [ 39 ] |
| 2008 | Ken MacLeod*                    | The Night Sessions                      | Orbit                 | [ 40 ] |
| 2008 | Neal Stephenson                 | Anathem                                 | William Morrow        | [ 40 ] |
| 2008 | Stephen Baxter                  | Flood                                   | Gollancz              | [ 40 ] |
| 2008 | Nick Harkaway                   | The Gone-Away World                     | Heinemann             | [ 40 ] |
| 2009 | China Miéville*                 | The City & the City                     | Macmillan             | [ 41 ] |
| 2009 | Stephen Baxter                  | Ark                                     | Gollancz              | [ 41 ] |
| 2009 | Ursula K. Le Guin               | Lavinia                                 | Gollancz              | [ 41 ] |
| 2009 | Adam Roberts                    | Yellow Blue Tibia                       | Gollancz              | [ 41 ] |
| 2010 | Ian McDonald*                   | The Dervish House                       | Gollancz              | [ 42 ] |
| 2010 | Tricia Sullivan                 | Lightborn                               | Orbit                 | [ 42 ] |
| 2010 | Ken MacLeod                     | The Restoration Game                    | Orbit                 | [ 42 ] |
| 2010 | Paolo Bacigalupi                | The Windup Girl                         | Orbit                 | [ 42 ] |
| 2010 | Lauren Beukes                   | Zoo City                                | Angry Robot           | [ 42 ] |
| 2011 | Christopher Priest*             | The Islanders                           | Gollancz              | [ 43 ] |
| 2011 | Adam Roberts                    | By Light Alone                          | Gollancz              | [ 43 ] |
| 2011 | Kim Lakin-Smith                 | Cyber Circus                            | NewCon                | [ 43 ] |
| 2011 | China Miéville                  | Embassytown                             | Macmillan             | [ 43 ] |
| 2011 | Lavie Tidhar                    | Osama                                   | PS                    | [ 43 ] |
| 2012 | Adam Roberts*                   | Jack Glass                              | Gollancz              | [ 44 ] |
| 2012 | Kim Stanley Robinson            | 2312                                    | Orbit                 | [ 44 ] |
| 2012 | Chris Beckett                   | Dark Eden                               | Corvus                | [ 44 ] |
| 2012 | M. John Harrison                | Empty Space                             | Gollancz              | [ 44 ] |
| 2012 | Ken MacLeod                     | Intrusion                               | Orbit                 | [ 44 ] |
| 2013 | Ann Leckie*                     | Ancillary Justice                       | Orbit                 | [ 45 ] |
| 2013 | Gareth L. Powell*               | Ack-Ack Macaque                         | Solaris               | [ 45 ] |
| 2013 | Christopher Priest              | The Adjacent                            | Gollancz              | [ 45 ] |
| 2013 | Paul McAuley                    | Evening's Empires                       | Gollancz              | [ 45 ] |
| 2013 | Kameron Hurley                  | God's War                               | Del Rey               | [ 45 ] |
| 2014 | Ann Leckie*                     | Ancillary Sword                         | Orbit                 | [ 46 ] |
| 2014 | Frances Hardinge                | Cuckoo Song                             | Macmillan             | [ 46 ] |
| 2014 | Dave Hutchinson                 | Europe in Autumn                        | Solaris               | [ 46 ] |
| 2014 | Claire North                    | The First Fifteen Lives of Harry August | Orbit                 | [ 46 ] |
| 2014 | Nnedi Okorafor                  | Lagoon                                  | Hodder & Stoughton    | [ 46 ] |
| 2014 | Neil Williamson                 | The Moon King                           | NewCon                | [ 46 ] |
| 2014 | Nina Allan                      | The Race                                | NewCon                | [ 46 ] |
| 2014 | Simon Ings                      | Wolves                                  | Gollancz              | [ 46 ] |
| 2015 | Aliette de Bodard*              | The House of Shattered Wings            | Gollancz              | [ 47 ] |
| 2015 | Dave Hutchinson                 | Europe at Midnight                      | Solaris               | [ 47 ] |
| 2015 | Justina Robson                  | Glorious Angels                         | Gollancz              | [ 47 ] |
| 2015 | Ian McDonald                    | Luna: New Moon                          | Gollancz              | [ 47 ] |
| 2015 | Chris Beckett                   | Mother of Eden                          | Corvus                | [ 47 ] |
| 2016 | Dave Hutchinson*                | Europe in Winter                        | Solaris               | [ 48 ] |
| 2016 | Nick Wood                       | Azanian Bridges                         | NewCon                | [ 48 ] |
| 2016 | Becky Chambers                  | A Closed and Common Orbit               | Hodder & Stoughton    | [ 48 ] |
| 2016 | Chris Beckett                   | Daughter of Eden                        | Corvus                | [ 48 ] |
| 2016 | Tricia Sullivan                 | Occupy Me                               | Gollancz              | [ 48 ] |
| 2017 | Nina Allan*                     | The Rift                                | Titan                 | [ 49 ] |
| 2017 | Anne Charnock                   | Dreams Before the Start of Time         | 47North               | [ 49 ] |
| 2017 | Mohsin Hamid                    | Exit West                               | Hamish Hamilton       | [ 49 ] |
| 2017 | Ann Leckie                      | Provenance                              | Orbit                 | [ 49 ] |

## Legături externe
- Official BSFA Awards website

## Vezi și
- Premiul Asociației Britanice de Science Fiction